# Gerhard Storch

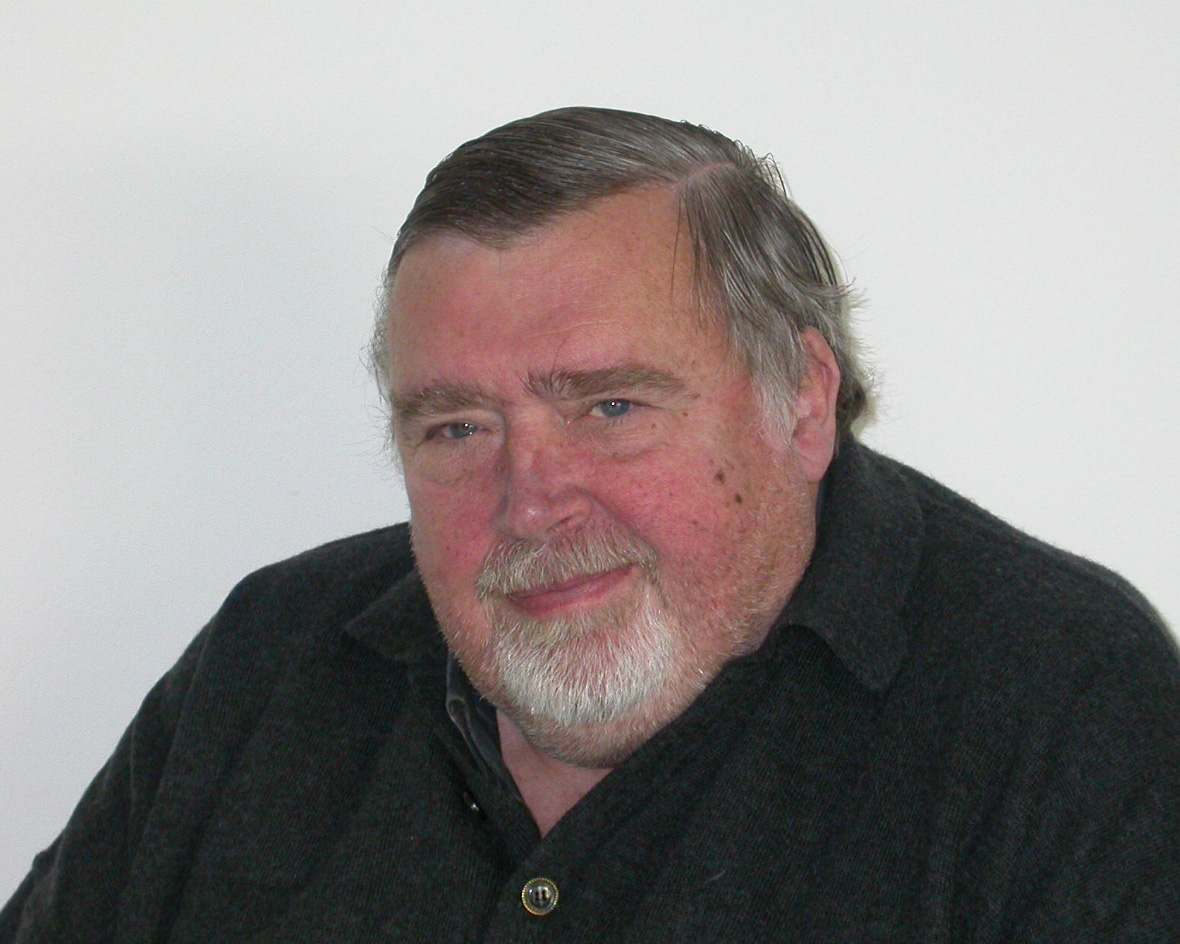
Gerhard Storch (2006)

Gerhard Storch (* 21. Mai 1939 in Frankfurt am Main; † 11. August 2017) war ein deutscher Paläontologe und Leiter der Abteilung „Terrestrische Zoologie“ am Forschungsinstitut Senckenberg. Er wurde bekannt als Erstbeschreiber mehrerer fossiler Säugetier-Arten aus der Grube Messel, darunter des Ameisenbären Eurotamandua joresi und des insektenfresserähnliches Säugetiers Pholidocercus sowie der Gattung Eomanis, einer fossilen Gattung der Schuppentiere.

## Leben
Gerhard Storch studierte Biologie in Darmstadt, Wien und Frankfurt und wurde 1967 über ein funktionsmorphologisches Thema bei Fledermäusen promoviert. Von 1967 bis 1969 war er Stipendiat der Deutschen Forschungsgemeinschaft (DFG) und seit 1969 war er Leiter der Sektion „Fossile Säugetiere“ am Forschungsinstitut Senckenberg in Frankfurt am Main. Außerdem war er von 1997 bis zum altersbedingten Ausscheiden 2004 Leiter der Abteilung Terrestrische Zoologie.
Storch nahm unter anderem an paläontologischen Ausgrabungen in Deutschland (Dorn-Dürkheim, Eppelsheim), China, Marokko, der Ägäis und Malta teil.